# Jordan Belfort
Jordan Ross Belfort (født 9. juli 1962) er en amerikansk forfatter, foredragsholder, tidligere børsmægler og dømt økonomisk svindler. I 1999 erklærede han sig skyldig i at have svindlet i forbindelse med kursmanipulation. Belfort tilbragte 22 måneder i fængsel som en del af en aftale, hvorefter han gav vidnesbyrd imod mange andre partnere og underordnede i sin ordning af bedrageri.
Han udgav en bog, The Wolf of Wall Street, som derefter blev udgivet som en film i 2013. I filmen, instrueret af Martin Scorsese, medvirkede Leonardo DiCaprio som Belfort.